# Strotarchus violaceus
Strotarchus violaceus is een spinnensoort uit de familie van de Cheiracanthiidae.
De wetenschappelijke naam van de soort werd in 1899 gepubliceerd door Frederick Octavius Pickard-Cambridge.